# .pm
.pm es el dominio de nivel superior geográfico (ccTLD) para San Pedro y Miquelón.